# Liste des volcans d'Italie
 (janvier 2010).
Si vous disposez d'ouvrages ou d'articles de référence ou si vous connaissez des sites web de qualité traitant du thème abordé ici, merci de compléter l'article en donnant les références utiles à sa vérifiabilité et en les liant à la section « Notes et références ».
Cet article recense les volcans d'Italie actifs ou éteints. 

## Liste
| Nom                                                       | Altitude    | Dernière éruption | Coordonnées                  |
| --------------------------------------------------------- | ----------- | ----------------- | ---------------------------- |
| Albain                                                    | +0956,      | −5 000            | 41° 43′ N, 12° 42′ E         |
| Alicudi                                                   | +0675,      | −50 000           | 38° 31′ N, 14° 21′ E         |
| Amiata                                                    | +1 733,     | Pléistocène       | 42° 53′ N, 11° 37′ E         |
| Champs Phlégréens                                         | +0458,      | 1538              | 40° 49′ N, 14° 08′ E         |
| Champs Phlégréens de la mer de Sicile                     | −0008,      | 1831              | 37° 06′ N, 12° 42′ E         |
| Etna                                                      | +3 357,     | 2025              | 37° 43′ N, 15° 00′ E         |
| Filicudi (3 volcans)                                      | +0774,      | −35 000           | 38° 34′ N, 14° 34′ E         |
| Ischia (Mont Époméo)                                      | +0787,      | 1302              | 40° 43′ N, 13° 58′ E         |
| Larderello                                                | +0500,      | 1282              | 43° 15′ N, 10° 52′ E         |
| Linosa (5 volcans)                                        | +0195,      | -2500             | 35° 52′ N, 12° 52′ E         |
| Lipari                                                    | +0602,      | 729               | 38° 28′ N, 14° 57′ E         |
| Salina (2 volcans)                                        | +0962,      | -                 | 38° 38′ N, 14° 52′ E         |
| Panarea                                                   | +0420,      | −8 000            | 38° 37′ N, 15° 04′ E         |
| Pantelleria                                               | +0836,      | 1891              | 36° 46′ N, 12° 01′ E         |
| Roccamonfina (en)                                         | +1 005,     | −50 000           | 41° 17′ 49″ N, 13° 58′ 15″ E |
| Stromboli                                                 | +0924,      | 2024              | 38° 47′ N, 15° 12′ E         |
| Ustica (2 volcans)                                        | +0244,      | −150 000          | 38° 43′ N, 13° 12′ E         |
| Vésuve                                                    | +1 281,     | 1944              | 40° 49′ N, 14° 25′ E         |
| Vulcanello (île de Vulcano)                               | +0123,      | 1550              | 38° 25′ 36″ N, 14° 57′ 51″ E |
| Vulcano (5 volcans dont Vulcanello ci-dessus et La Fossa) | +0500,      | 1890              | 38° 24′ 12″ N, 14° 57′ 57″ E |
| Vulsini                                                   | env. +0800, | −104              | 42° 36′ N, 11° 55′ E         |
| Vultur                                                    | +1 326,     | −40 000           | 40° 57′ N, 15° 38′ E         |